# Косово и Метохија : 1912-2010 : хронологија
Косово и Метохија : 1912-2010 : хронологија је стручна монографија коју су написали Момчило Павловић, Драгомир Бонџић, Миомир Гаталовић, Ивана Пантелић, Горан Антонић и Ратомир Миликић, објављена 2011. године у издању Института за савремену историју из Београда и Центра за истраживање и публиковање из Новог Сада.

## О књизи
Књига "Косово и Метохија 1912-2010" је објављена као део пројекта "Конфликти и кризе - сарадња и развој у Србији и региону у 19. и 20. веку". Прва је хронологија догађаја на том простору, у којој су, на основу штампе и литературе, аутори навели најважније догађаји током скоро 100 година. Хронологија не прати све, већ догађаје који имају значајан утицај у креирању историје Косова и Метохије. У хронологији догађаја на Косову и Метохији на 728 страна наведена су збивања од 1912. до 2010. године.
Књига је богато илустрована фотографијама најважнијих догађаја и личности. Опремљена је низом карата, графикона и табела, а у виду прилога објављен је текст Резолуције Парламентарне скупштине Савета Европе и интегрални текст Извештаја о трговини људским органима на Косову и Метохији Дика Мартија.
Аутори су овој књизи поређали догађаје, али их нису вредновали нити приповедали о њима. Трудили су се да из догађаја извуку оно што је чињеница и да сажето забележе догађај и датум када се нешто десило, онако како је у том тренутку записан и вреднован. Исто тако свесни су да нису поменули нити све, а можда су изоставили и неке важне догађаје.
Књига садржи седам поглавља која прате државно-правне оквире у којима се територија Косова и Метохије налазила током посматраног периода распоређени су догађаји из политичке, војне, правне, економске, привредне историје и развоја културе, просвете, науке и спорта.
Седам поглавља која су по обиму неједнака прате развој државе, односно државног оквира у коме се простор Косова и Метохије налазио - од Краљевине Србије, 1912, преко Краљевине Срба, Хрвата и Словенаца/Краљевине Југославије, од 1918-1941, социјалистичке Југославије, 1945-1992, Савезне Републике Југославије, 1992-2003, Државне заједнице Србија и Црна Гора, 2003-2006. и поново Републике Србије, од 2006. године. Први део књиге обухвата преглед догађаја у периоду од 1912. до 1918. године. Други део прати догађаје на Косову и Метохији и око овог простора у Краљевини СХС и Краљевини Југославији од 1918. до 1941. године. Трећи део бележи догађаје на Косову и Метохији током Другог светског рата 1941-1945, током ког је владало вишеструко страдање српског становништва. Четврти део доноси важне догађаје на Косову и Метохији у социјалистичкој Југославији 1945-1991. године. Пети део прати развој догађаја на Косову и Метохији у Савезној Републици Југославији 1992-2003. Шести део бележи бројне догађаје на Косову и Метохији у оквиру Државне заједнице Србија и Црна Гора од 2003. до 2007. године, док последњи седми део доноси готово свакодневне догађаје на Косову и Метохији у периоду постепеног издвајања ове јужне српске покрајине из државног оквира Србије, самопроглашења и синхронизованог од САД признања косовске независности од једног дела земаља. На крају књиге налази се, као резиме на енглеском језику, и текст проф. др Момчила Павловића Kosovo under Autonomy.
Књига Косово и Метохија : 1912-2010 : хронологија представља и преглед актуелних догађаја, односно косовске независности виђене из српске перспективе.